# نیتش تیواری
نیتِـش تیواری (انگلیسی: Nitesh Tiwari) یک کارگردان فیلم و فیلم‌نامه‌نویس اهل هند است. وی از سال ۲۰۱۱ میلادی تاکنون مشغول فعالیت بوده‌است. او در سال ۱۹۹۶ از مؤسسه فناوری هند بمبئی مدرک کارشناسی متالورژی و علم مواد دریافت کرد.
از فیلم‌هایی که وی در آن‌ها نقش داشته است، می‌توان به بازگشت بوتنات، مهمانی کودکانه، دل رو بکش، دنگل، هم‌کلاسی جدید، شیرینی بریلی، گستاخ، تارلا، هیاهو و نمی‌تونی انجامش بدی اشاره نمود.